# Sơn Hồng
Sơn Hồng là một xã thuộc huyện Hương Sơn, tỉnh Hà Tĩnh, Việt Nam.
Xã Sơn Hồng có diện tích 190,43 km², dân số năm 1999 là 3975 người, mật độ dân số đạt 21 người/km².